# Ficulea

Localisation de Ficulea sur la Via Nomentana.

Ficulea est une ancienne cité latine du Latium devenue romaine, au nord-est de Rome dans le centre de l'Italie.

## Géographie
La ville s'étend de la via Nomentana, jusqu'à neuf milles de la via Tiburtina. La zone est couverte de nombreuses tombes et résidences patriciennes, s'étendant jusqu'à Tivoli, où l'empereur Hadrien a construit sa célèbre villa d'Hadrien.
La cité se situe à Casal Bianco, près de Rome.

## Toponymie
Son nom dérive de figules qui signifie « céramistes ».

## Histoire
Selon Denys d'Halicarnasse, la cité est fondée par le peuple pré-romain des Aborigènes après le ver sacrum,.
Au début de l'histoire semi-légendaire de Rome, Ficulea fait partie de la Ligue latine, qui est entrée en guerre avec Rome sous le règne du roi de Rome Tarquin l'Ancien. Elle est l'une des nombreuses villes capturées par Tarquin l'Ancien en 614 av. J.-C. et se nomme Ficulea Vetus.
Peu avant la bataille de l'Allia en 390 av. J.-C., la cité rejoint l'armée gauloise commandée par Brennos.
Cicéron et Martial mentionnent la cité pour son cadre reposant.
Au Ve siècle, une seule paroisse intègre à la fois Ficulae et Nomentum.

## Archéologie
Les premières fouilles archéologiques près de Ficulea peuvent être documentées dès 1824. En 1856–1857, la Congrégation pour l'évangélisation des peuples mène des fouilles archéologiques, ce qui permet de mettre au jour de nombreux objets.
Une pierre évoquant les actions d'un certain Marcus Concius Ceren est découverte. Il aurait fait paver une partie de la colline d'une longueur de 340 pieds et d'une largeur de 9 pieds, tout en arasant le sommet de celle-ci.
Les pavements et des tuyaux en plomb de salle de bain sont également découverts, ainsi que des mosaïques.

## Annexe

#### Sources anciennes
- Denys d'Halicarnasse, Antiquités romaines. .
- Tite-Live, Ab Urbe condita libri (lire sur Wikisource).

#### Sources modernes
- (en) Robert Burn, Rome and the Compagna, Deighton, Bell and Company, 1871, 483 p. (lire en ligne), p. 393. .
- (en) F. Carton, « Old Ficulea », Once a Week, vol. 4,‎ 1860, p. 26-27 (lire en ligne, consulté le 19 juillet 2022). .